# Albert Nyssens

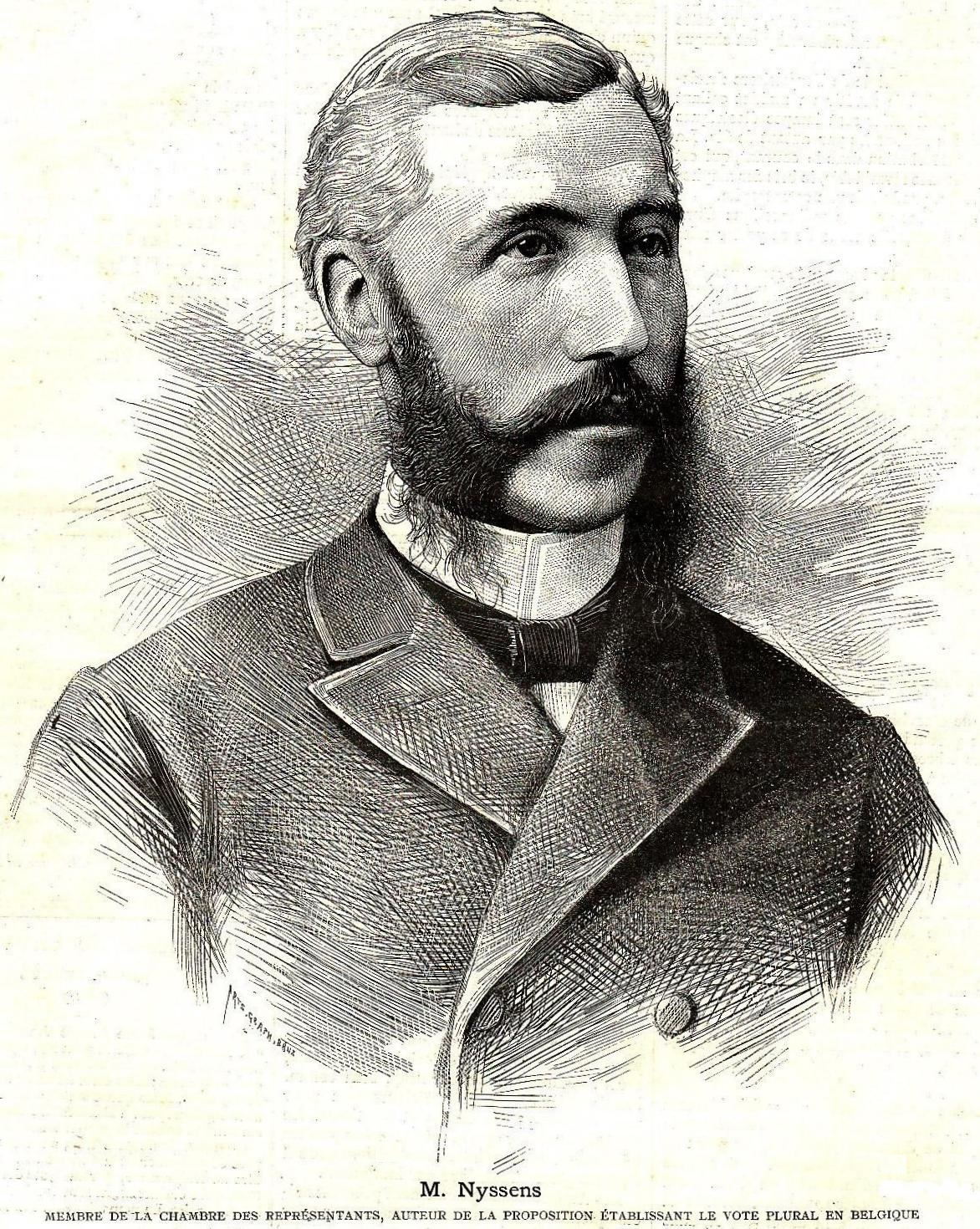
Albert Nyssens

Albert Jean Gérard Nyssens (Ieper, 20 juni 1855 - Brussel, 20 augustus 1901) was een Belgisch politicus voor de Katholieke Partij.

## Biografie
Albert Nyssens was een zoon van de ambtenaar van de Registratie Gustave Nyssens en Julie de Gottal. Hij trouwde met Marie-Eulalie Stappaerts. Hij studeerde eerste aan het Sint-Vincentiuscollege in Ieper en nadien aan het Sint-Barbaracollege in Gent. Hij promoveerde tot doctor in de rechten aan de Rijksuniversiteit Gent (1871) en vestigde zich als advocaat in Gent. In 1881 werd hij hoogleraar aan de Katholieke Universiteit Leuven. Hij doceerde er handelsrecht, notarieel en fiscaal recht, strafrecht en strafprocedurerecht. In 1888-1889 en 1899-1901 was hij decaan van de rechtsfaculteit.
Hij werd beheerder van vennootschappen, onder meer als afgevaardigd bestuurder van de Compagnie internationale d'Orient. Hij was bestuurder van de:
- Compagnie du chemin de fer du Congo,
- Brouwerij Van Alt,
- Brouwerij La Vignette, Leuven.

Verder vervulde hij een maatschappelijke rol als:
- voorzitter van de Société belge d'économie sociale,
- lid van de Hoge Raad van Kongo-Vrijstaat,
- medestichter van het dagblad L'Impartial Financier, Brussel,
- medestichter van de Revue pratique des sociétés civiles et commerciales,
- lid van de Commissie van XXI belast met de studie over de overdracht van Congo aan België.

Nyssens pleegde zelfmoord in het Hôtel du Grand Miroir in Brussel.

### Politieke loopbaan
Nyssens werd in 1892 verkozen tot katholiek volksvertegenwoordiger voor het arrondissement Leuven en vervulde dit mandaat tot in 1900.
Van 25 mei 1895 tot 24 januari 1899 was hij minister van het nieuw opgerichte departement Nijverheid en Arbeid in de regeringen -De Burlet en -De Smet de Naeyer.
Nyssens verbond zijn naam aan het meervoudige stemrecht voor mannen dat als compromis fungeerde tussen de voorstanders van het algemeen enkelvoudig stemrecht en degenen die het censuskiesrecht wilden behouden. Hij was medestichter van de Belgische vereniging voor het invoeren van de evenredige vertegenwoordiging.

## Publicaties (selectie)
- L'église et l'état dans la Constitution belge, Brussel, Larcier, 1880.
- Les traitements des ministres des cultes dans la Constitution belge, 1880.
- Avant-projet de loi sur les sociétés commerciales rédigé à la demande du gouvernement du Grand-Duché de Luxembourg, Gent, Engelcke, 1884.
- Sources bibliographiques recueillies en vue du congrès international de droit commercial d'Anvers, Brussel, Larcier, 1885. (samen met Jean Dubois en Auguste Missotten)
- Commentaire législatif du Code de commerce belge tiré des discussions parlementaires et des travaux préparatoires, Brussel, Larcier, 1888. (samen met Herman de Baets)
- Pandectes. Un dernier mot de l'ancien étudiant à M. P. Van Wetter, professeur à l'université de Gand, Brussel, Société belge de librairie, 1889.
- Pandectes. Réponse d'un ancien étudiant à M. P. Van Wetter, professeur à l'université de Gand, Brussel, Société belge de librairie, 1889.
- Révision de la loi de 1876. Des programmes surannés dans l'enseignement du droit, Brussel, Société belge de librairie, 1889.
- Antiquités. Réponses de l'ancien étudiant à M. P. Willems et à ses alliés, Brussel, Société belge de librairie, 1889. (samen met Pieter Willems)
- Le suffrage universel tempéré, Brussel, Société belge de librairie, 1890.
- Eudore Pirmez, Brussel, Polleunis et Ceuterick, 1893.
- Traité des sociétés commerciales, Brussel, Société belge de librairie, 1895.